# Pullhausen

Ortsschild Pullhausen

Pullhausen ist ein Gemeindeteil der Großen Kreisstadt Dachau im oberbayerischen Landkreis Dachau.

## Geografie
Der Ort liegt drei Kilometer nordwestlich des eigentlichen Stadtgebiets östlich der Staatsstraße 2047. Nachbarorte sind im Süden Lohfeld, im Westen Ried und Unterbachern, im Norden Assenhausen und Pellheim sowie im Osten Webling. In unmittelbarer Nähe befindet sich wegen des lehmigen Bodens eine der modernsten Ziegeleien Europas. Das nächstgelegene Gewässer ist der Längenmoosgraben, der an der Staatsstraße entlang Richtung Süden fließt.

## Geschichte
Die früheste urkundliche Erwähnung geht auf das Jahr 830 zurück. Da es sich bei dieser Urkunde um eine Schenkung des Priesters Tiso an die Freisinger Domkirche handelt, muss Pullhausen schon früh eine eigene Kirche besessen haben. Auf Grund der Lage auf einem Hügel und verschiedener Überlieferungen geht man davon aus, dass Pullhausen im frühen Mittelalter Sitz einer kleinen Burg gewesen sein muss. Dies wird untermauert von der Tatsache, dass dem Ort zwischen ca. 1180 und 1400 ein eigenes lokales Geschlecht nachgewiesen wurde. Der edelfreie Grimolt (de) Pullenhausen beispielsweise war bis 1234 für das Kloster Scheyern tätig.
Kartenmaterial, das um 1800 angefertigt wurde, bezeichnet den Ort als „Bulhausen“, später als „Bullhausen“ und weist eindeutig eine eigene Kirche nach.
Von jeher bestand der Ort aus drei großen Gehöften. Nach dem Zweiten Weltkrieg jedoch wuchs der Ort wegen seiner kurzen Entfernung zur Stadt Dachau auf heute ca. 200 Einwohner an.
Am 1. Juli 1972 wurde – im Zuge der Gebietsreform in Bayern – die Gemeinde Pellheim, zu der Pullhausen bis dato gehörte, nach Dachau eingemeindet.